# الکامل، مکه
الکامل (به عربی: الكامل) یک منطقهٔ مسکونی در عربستان سعودی است که در استان مکه واقع شده‌است.